# أرنب تريس مارياس
أرنب تريس مارياس (الإسم العلمي:Sylvilagus graysoni)، هو نوع من الثدييات يتبع فصيلة الأرانب ضمن رتبة الأرنبيات. يستوطن جزر تريس مارياس [الإنجليزية]، أحد مناطق المكسيك في ولاية ناياريت.